# オオヤマハコベ
オオヤマハコベ（大山繁縷、学名：Stellaria monosperma var. japonica）は、ナデシコ科ハコベ属の多年草。インドなどに分布する、S. monosperma var. monosperma を分類上の基本種とする変種。

## 特徴
茎は直立して高さは40-120cmになり、上部で分枝し、上部に腺毛がある。葉は対生し、葉身は披針形、卵状披針形、長楕円状披針形で、長さ4-12cm、幅1.5-3cmになり、先端は鋭頭から長鋭尖形で、基部はくさび形、縁は全縁でややしわがよって波打つ。長さ0.2-1.3cmになる短い葉柄があり、基部の茎部は節となってふくらむ。葉の表面に毛は無い。
花期は8-10月。花の径は約1cm、上部の葉腋から大きな円錐状の集散花序をだし、多数頂生する。花柄は長さ3-12mmになり、腺毛があって、ふつう苞は小さい。萼片は5個、軟質で披針形になり、長さは3.5-5mm、先端が鋭尖形になり、背面に長さ3mmになる腺毛がある。花弁は白色で5個、萼片より明らかに短く、爪部が細く先は2中裂し、裂片はとがる。雄蕊は5個あり、花弁より長く、葯は黄白色になる。子房は胚珠3個を含み、卵球形になり、その上に3個の花柱がある。果実は萼片より短い卵形の蒴果となり、1種子を含み、裂開しない。種子は褐色になり、径約2.5mmの円形で、表面は平滑。他の2個の胚珠は不稔となる。

## 分布と生育環境
日本では、本州（岩手県以南）、四国、九州に分布し、山地の夏緑林の林内、林縁や湿った林内に生育する。国外では台湾、中国大陸（中部・南部）に分布する。

## 名前の由来
和名オオヤマハコベは、「大山繁縷」の意で、「大型のヤマハコベ（山繁縷）」の意味。
種小名（種形容語）monosperma は、「種子が一個の」の意味。

## ギャラリー
- 花弁の爪部が細く、先が2中裂する。雄蕊は5個。
- 葉は対生する。花序は大型の集散花序になり、花柄に腺毛がある。
- 葉柄の基部の茎部分は節となってふくらむ。

## 基本種
- 基本種（基準変種）Stellaria monosperma var. monosperma - は葉に葉柄が無く、葉の基部は茎を抱き、萼片は乾膜質となる。雄蕊は5個または10個あり、種子は径約3mmと大きく、表面に微小な突起かしわがある。インド、ヒマラヤ地域からアフガニスタンにかけて分布する[4]。

- Stellaria monosperma
インド、ウッタラーカンド州